# Ханларов, Мовсум-бек
Мовсум-бек Ханларов (азерб. Mövsüm bəy Xanlarov; 24 сентября 1857, Баку — 23 февраля 1921, там же) — первый азербайджанский учёный-химик со специальным образованием, специализировавшийся на органической химии.

## Биография
Мовсум-бек Ханларов родился 24 сентября 1857 года в Баку, принадлежал к бекскому роду Ханларовых. В 1878 году окончил Бакинское реальное училище. После окончания училища отправился для продолжения обучения в Германию. Поступил на математически-природоведческий факультет Страсбургского университета. В университете Ханларов работал в лаборатории немецкого учёного Рудольфа Фиттига.
В 1882 году в журнале «Chemische Berichte», являвшемся печатным органом Немецкого химического общества, Ханларов опубликовал свою первую статью под названием «О действии тиоуксусной кислоты на роданистый этил».

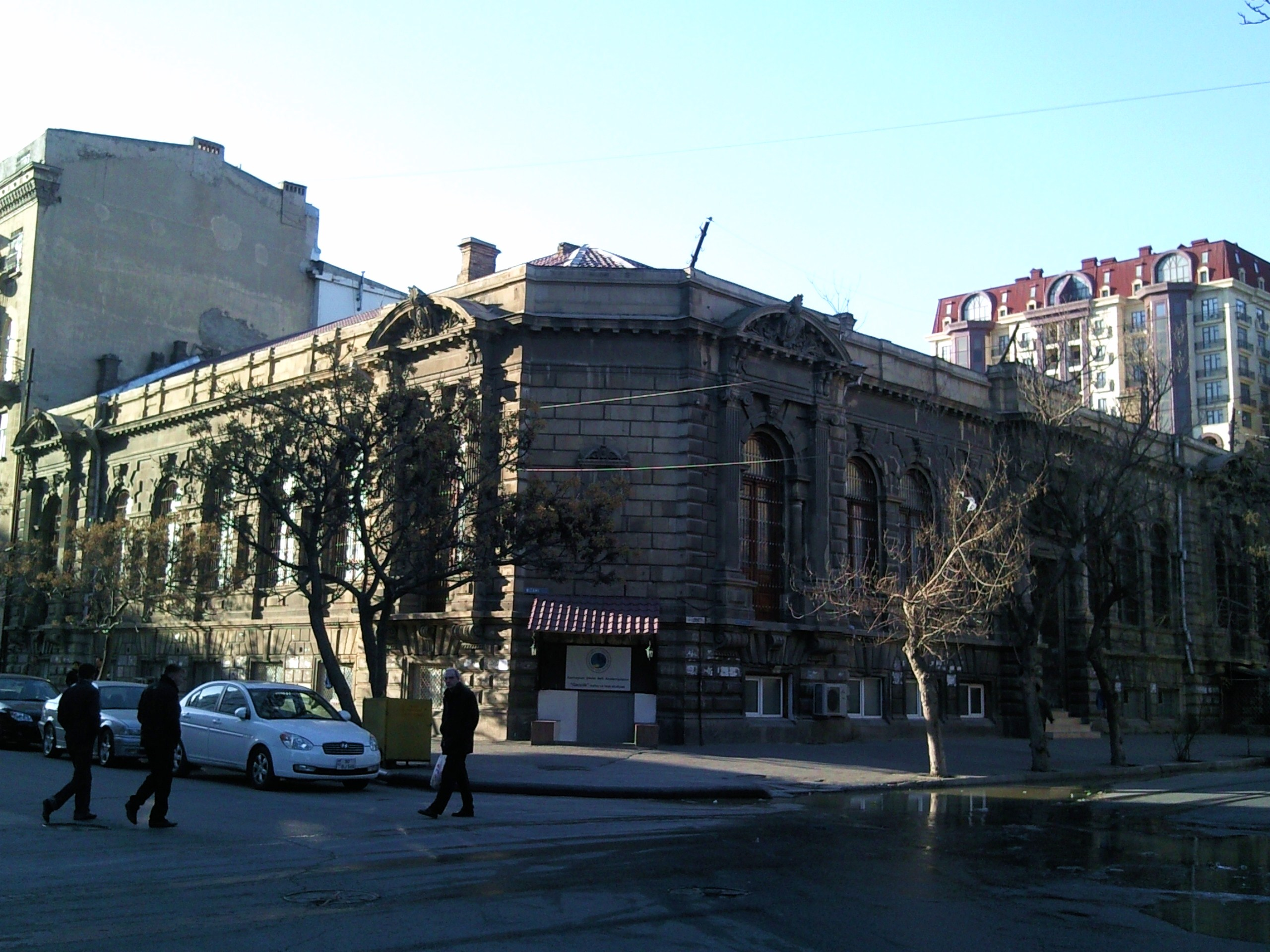
Здание Бакинского отделения Русского технического общества, где работал Ханларов

В 1883 году на учёном совете Страсбургского университета Ханларов защитил диссертацию под названием «О бутиролактонах и этилбутиролактонах» и получил степень доктора химии. Эта вторая статья Ханларова была опубликована в 1884 году в Либиховских анналах. В этом же году по рекомендации Д. И. Менделеева, Н. А. Меншуткина и Д. П. Коновалова Ханларов был принят в члены Русского физико-химического общества. Вернувшись в Баку, Ханларов стал также членом Бакинского отделения Русского технического общества, где был членом инспекционной комиссии. Мовсум-бек Ханларов был единственным химиком-азербайджанцем со специальным образованием до установления в Азербайджане Советской власти.
По словам Юсифа Мамедалиева, Ханларов после возвращения на родину «из-за отсутствия соответствующих условий и необходимой поддержки, прекратил с 1887 года свои химические исследования». Мамедалиев сообщает, что с этого времени имя Ханларова больше не упоминается в списках членов Русского физико-химического общества. Скончался Мовсум-бек Ханларов 23 февраля 1921 года в Баку.